# Tokugawa Musei

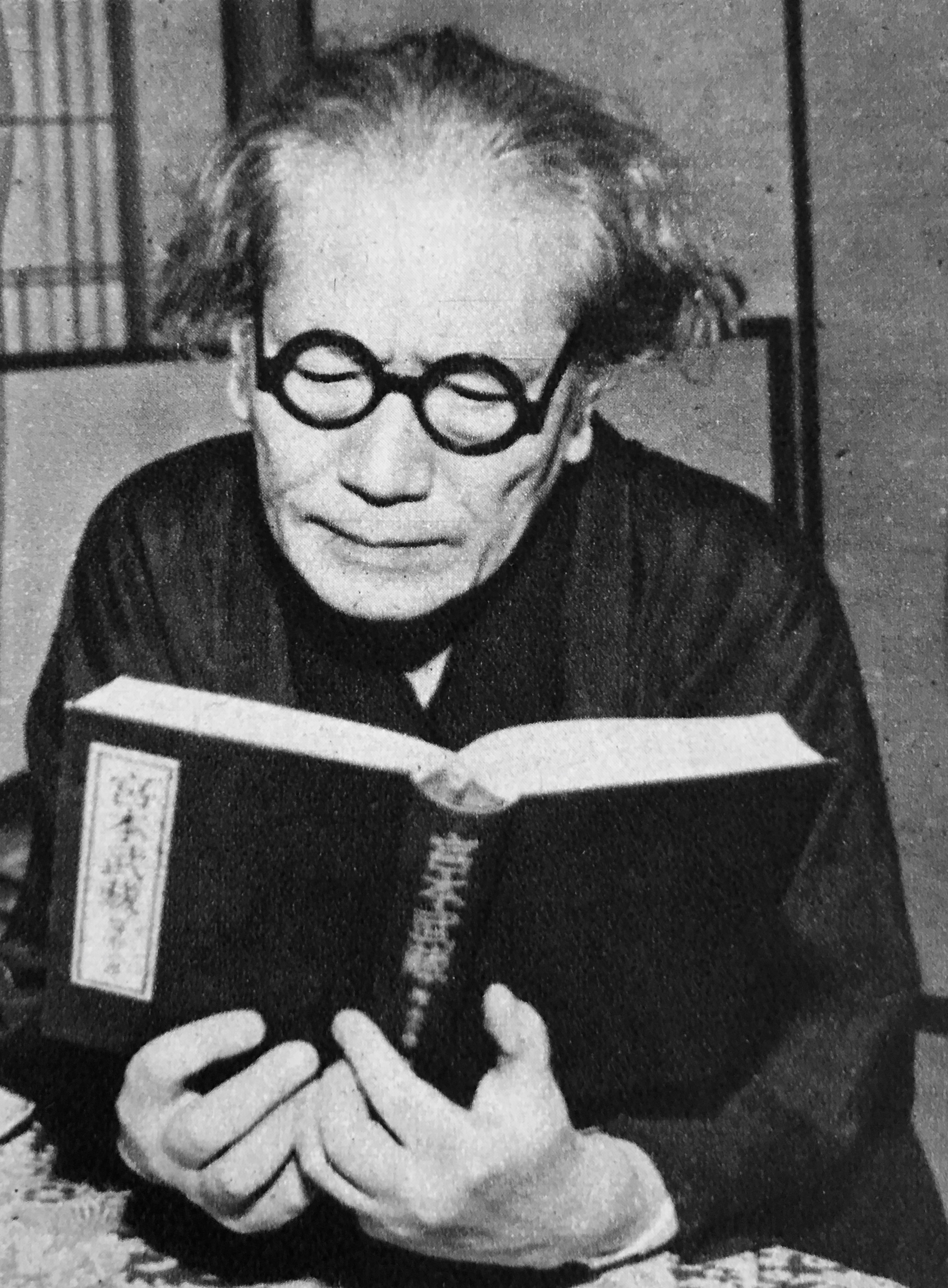
Tokugawa Musei

Tokugawa Musei (japanisch 徳川 夢声, wirklicher Name Fukuhara Toshio; geboren 13. April 1894 in Masuda (Präfektur Shimane); gestorben 1. August 1971 in Tokio) war ein japanischer Stummfilmkommentator, Erzähler, Schriftsteller, Schauspieler.

## Leben und Wirken
Tokugawa Musei wurde nach seinem Abschluss an der „Tokyo Prefectural First Junior High School“ (東京府立一中学校) Schüler von Shimizu Ryōzen (清水 霊山) mit dem Ziel, „Film-Benshi“ (弁士) – Stummfilmkommentator – zu werden. Später arbeitete er als oberster Benshi bei den Filmtheatern „Akasaka Aoi-kan“ (赤坂葵館) und „Shinjuku Musashino-kan“ (新宿武蔵野館). Nach dem Erscheinen des Tonfilms nahm er am Start von „Warai no Ōkoku“ (笑の王国) und am Theater „Bungakuza“ (文学座) teil und gründete mit Maruyama Sadao (丸山 定夫: 1901–1945) und anderen Schauspielern die Theatergruppe „Kurakuza“ (苦楽座).
Nach dem Zweiten Weltkrieg wurde Tokugawa im Radio als Beantworter von Frage in der Serie „Hanashi no izumi“ (話の泉) – „Brunnen der Geschichten“ populär. Er trat in etwa 60 Filmen auf. Von Anfang an war er auch im Fernsehen zu sehen und bewies seine Vielseitigkeit, etwa als Moderator und Interviewer. Er war schriftstellerisch begabt und hat fast 80 Bücher und Essays geschrieben.
Tokugawa erhielt 1949 den 1. „NHK Broadcasting Culture Award“ (NHK放送文化賞), 1955 den Kikuchi-Kan-Preis, die Ehrenmedaille am roten Band und andere Auszeichnungen. Er wirkte auch von 1965 bis zu seinem Tod als erster „Bürgermeister“ des Museumsdorfes Meiji Mura.